# سیارک ۱۲۵۲۷
سیارک ۱۲۵۲۷ (به انگلیسی: 12527 Anneraugh، نامگذاری:1998JE3) دوازده هزار و پانصد و بیست و هفتمین سیارک کشف شده‌است که در ۱ مه ۱۹۹۸ کشف شد.
قدر مطلق سیارک برابر ۲۰.۴ است.